# 阿杜马昔皎僧院
阿杜马昔皎僧院（緬甸語： [ʔətṵməʃḭ tɕáʊɰ̃]，意为“无双僧校”），又译为阿陀玛寺，正式名称为玛哈阿杜拉韦扬姜杜基（ [məhà ʔətṵla̰ wèjàɰ̃ tɕáʊɰ̃dɔ̀dʑí]；Mahā Atulaveyan Kyaungdawgyi，意为“大至高僧校”），缅甸曼德勒的僧院，始建于1857年，于1890年烧毁，现今的僧院是1996年重建。临近金色宫殿僧院，位于曼德勒山脚下。

## 历史
1857年，贡榜王朝迁都曼德勒，敏东王下令修建阿杜马昔皎僧院，耗资50万卢比，以柚木打造，外涂灰泥，四方底座，上盖五层阶梯平台，以小型尖塔点缀，没有修建缅式奘房常见的比亚达尖塔。
1890年，曼德勒城失火，僧院被烧毁，内部9.1米高的佛像和三藏经藏毁于一旦。佛像上19.2克拉的钻石装饰亦在大火中失踪，这块钻石原本是阿拉干总督玛哈瑙亚塔（Maha Nawrahta）赠予波道帕耶王的。
1996年，缅甸政府征召囚犯，将这所僧院重修。

## 图册

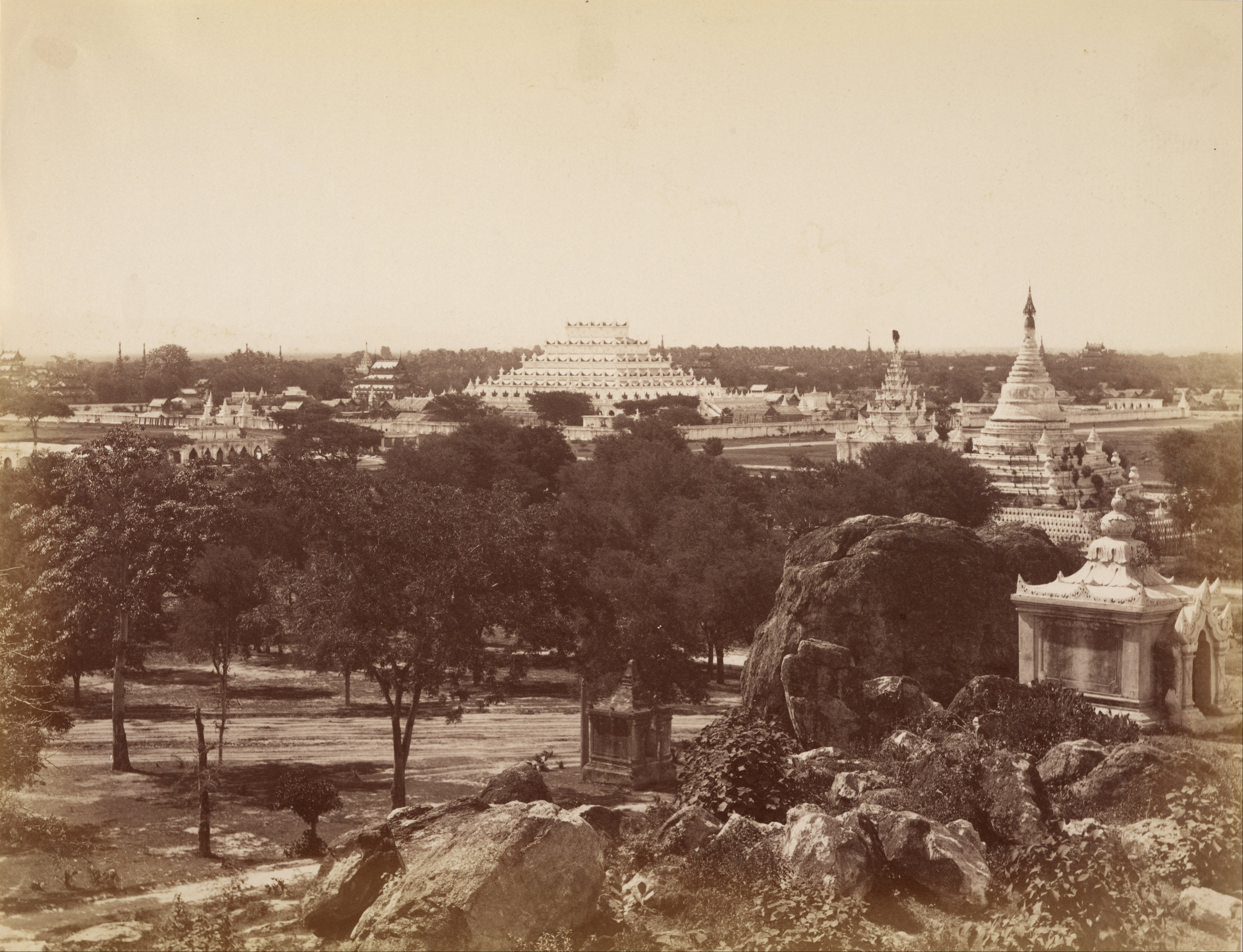
19世纪90年代的阿杜马昔皎僧院，费利斯·比托摄
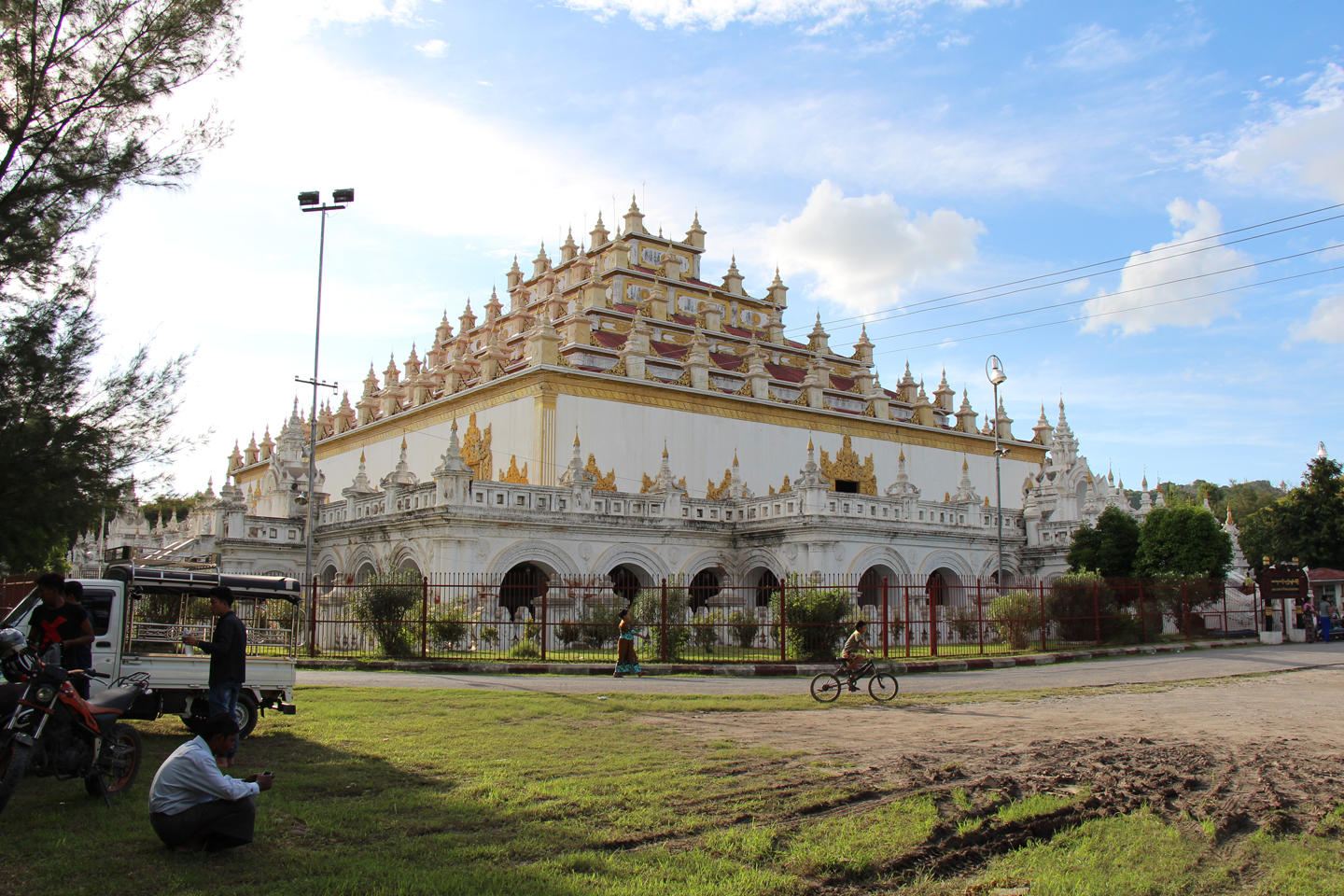
僧院外观，摄于2018年
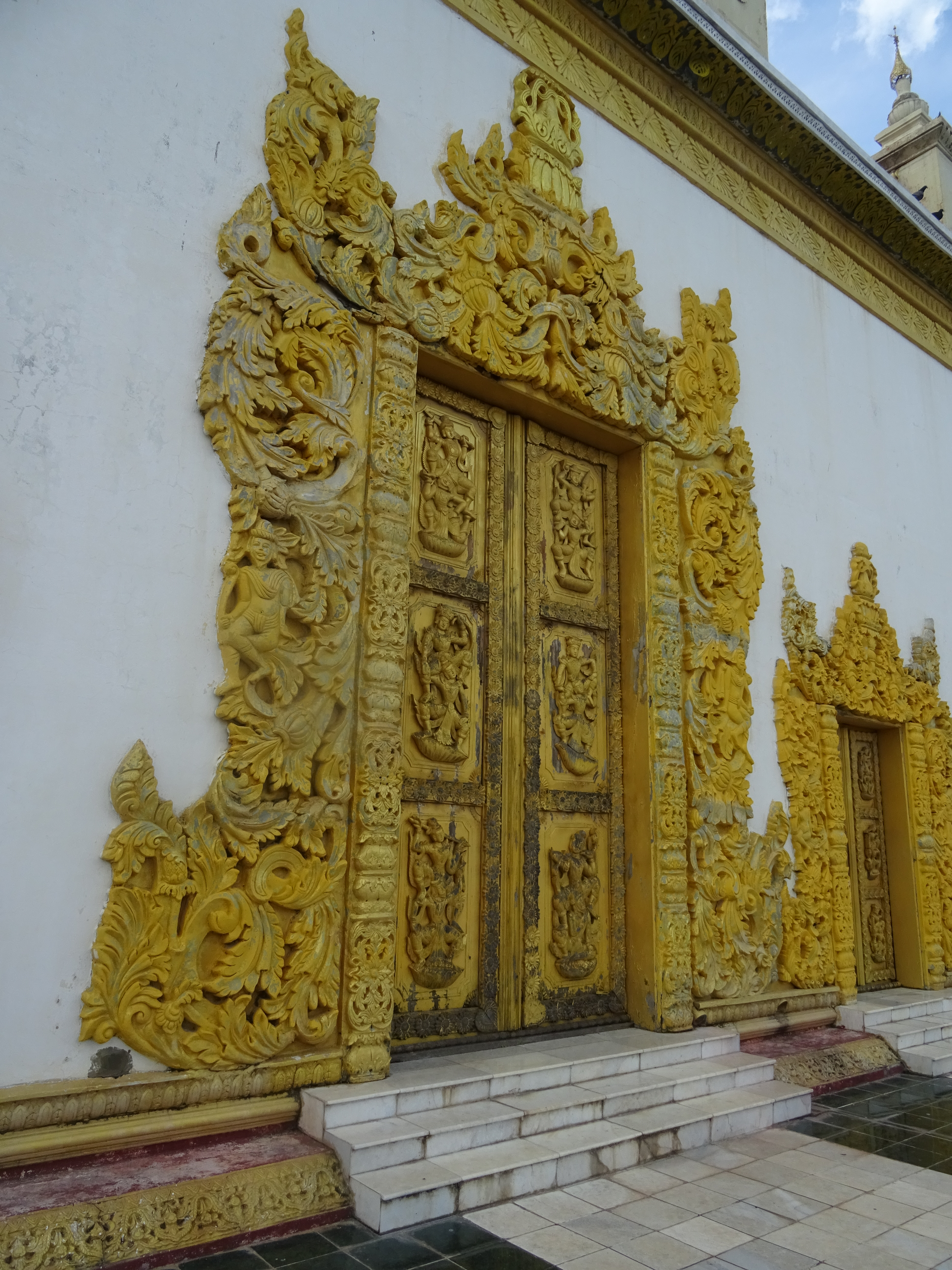
大门
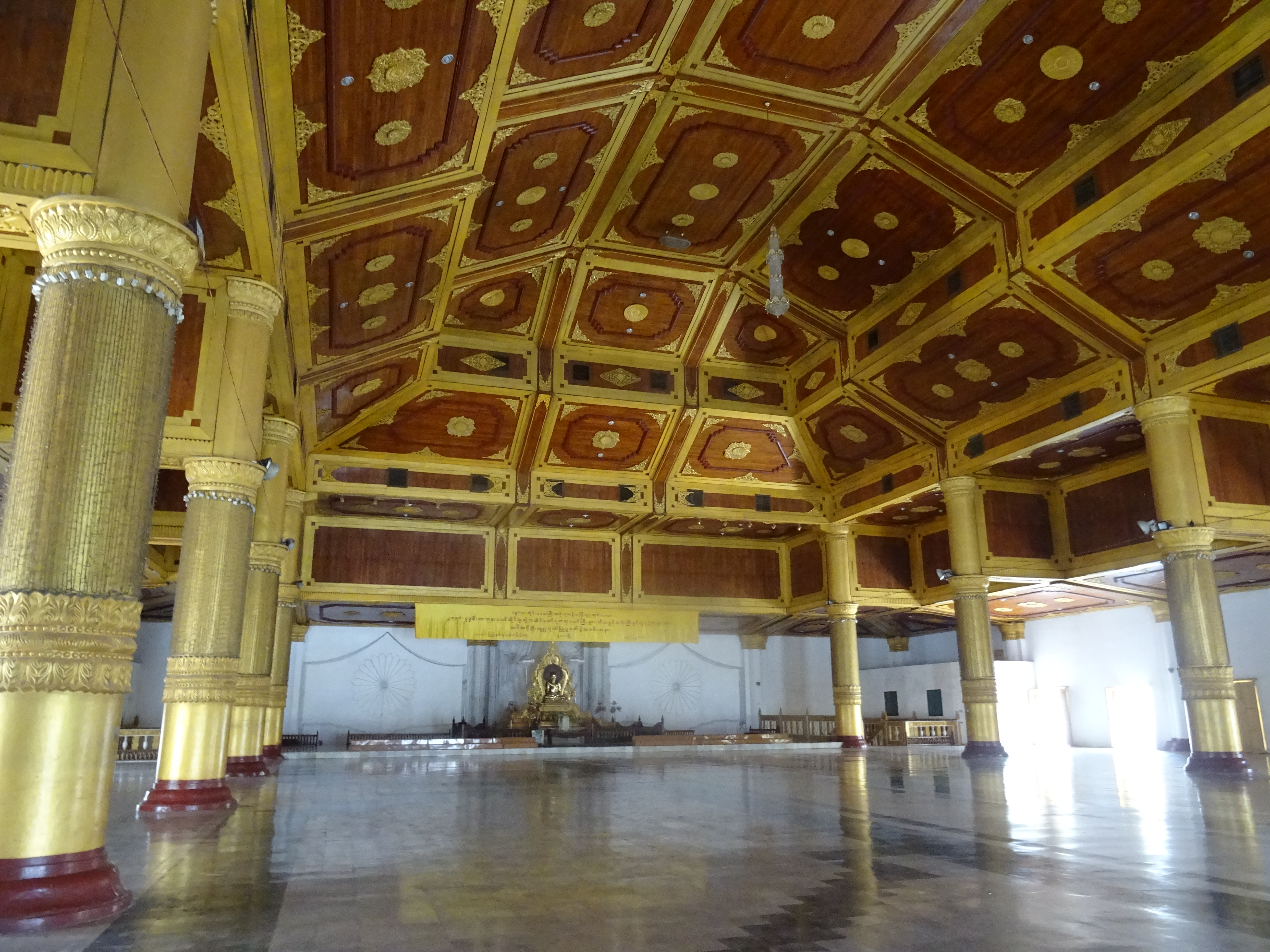
内部
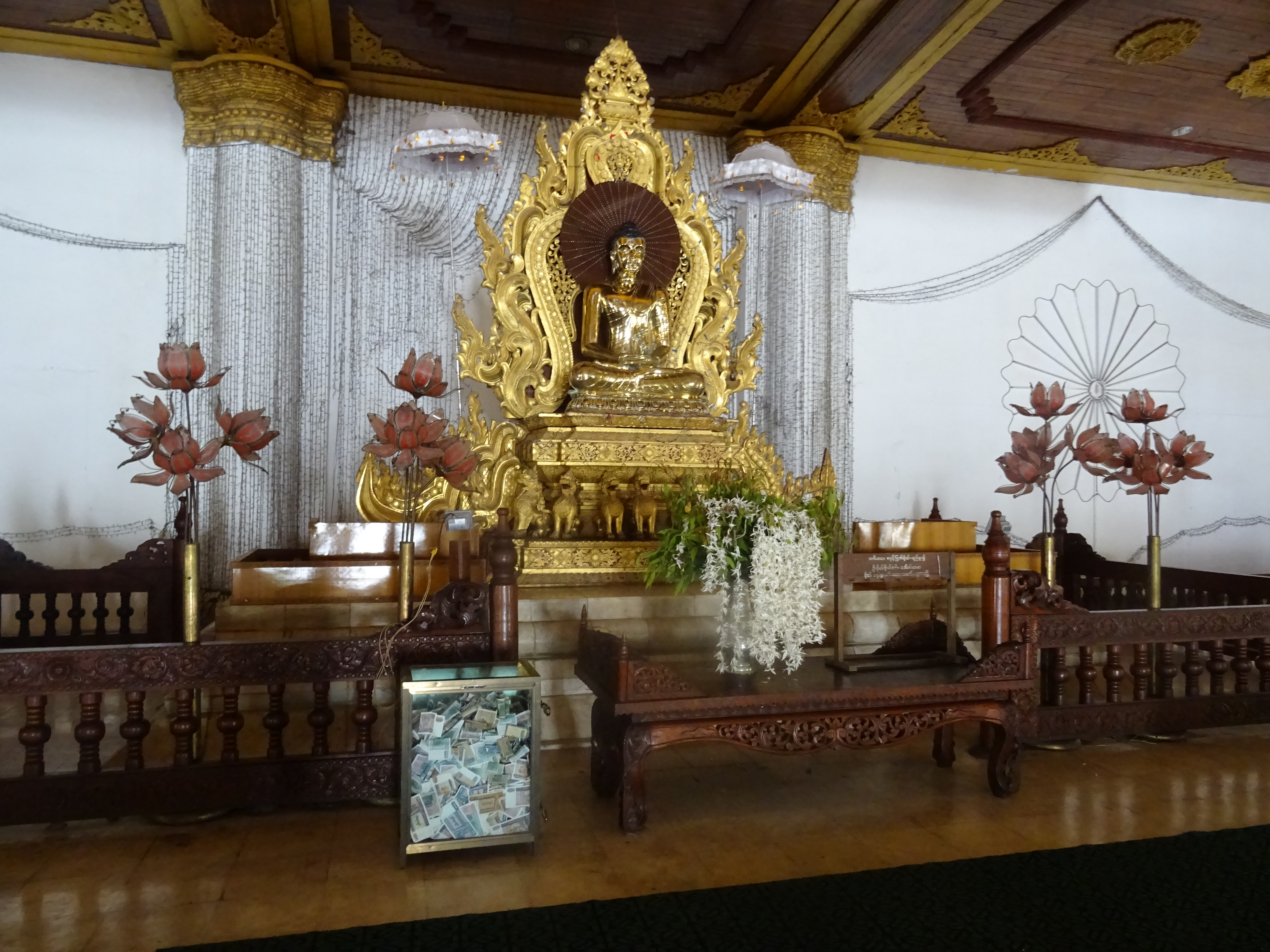
佛像

### 书目
- 1. Rangoon: Office of the Superintendent, Govt. Printing, Burma. 1910.
- Fiala, Robert D. . Asian Historical Architecture. 2002  [2013-11-11]. （原始内容存档于2016-03-03）.